# Northrop Grumman X-47B
X-47A / X-47B (UCAS-D: Unmanned Combat Air System Demonstrator) será o primeiro caça não-tripulado embarcado.
Denominado inicialmente como X-47A Pegasus, seu desenvolvimento fazia parte dos programas DARPA 's J-programa UCAS, e agora faz parte da Marinha dos Estados Unidos.
X-47A é o nome original do projeto, já a versão naval é denominada X-47B.

## X-47A

### Design e desenvolvimento
A Marinha norte-americana não queria comprometer os esforços até meados de 2000, quando a Boeing e a Northrop Grumman receberam um contrato de serviço de 2 milhões de dólares cada para um programa de exploração de conceito que duraria 15 meses.
As considerações do projeto de um UCAV naval incluia lidar com o ambiente corrosivo do mar, proporcionado pelo sal, plataforma de lançamento e recuperação, integração com sistemas de comando e controle e operações em ambientes de alta interferência eletromagnética. A Marinha também estava interessada em utilizar seus UCAVs para missões de reconhecimento, penetrando pelas defesas do espaço aéreo inimigo para identificar alvos para os grupos de ataque.
No início de 2001 a Marinha concedeu para Northrop Grumman um contrato para o desenvolvimento do UCAV de demontração naval com a denominação de X-47A Pegasus.
O demonstrador de conceito X-47A foi construído por contrato por Burt Rutan's pela empresa Scaled Composites no Centro Aeronáutico de Mojave. O Demonstrador Pegasus tem o desenho que lembra uma seta sem leme vertical.
Seu trem de pouso é do tipo triciclo retrátil e possuí seis superfícies de controle, dois elevators e quatro "inlaids". Inlaids são pequenos flaps montados na parte superior das asas e na parte inferior das wingtips.

### Propulsão
O X-47A é alimentado por uma turbina Pratt & Whitney Canada JT15D-5C com um motor turbofan de 3.190 lbf (14,2 Kn). Este nitir está em uso atualmente em aeronaves como o treinador Aermacchi S-211. O motor é montado na parte de trás do demonstrador, com a entrada de ar montadas em na parte superior atrás do nariz.
Para manter os custos de produção baixos, o escape do motor é um escape cilíndrico simples, com ausência de dispositivos para a redução da assinatura radar.

### Desenvolvimento
A aeronave X-47A é construída de materiais compostos, a construção foi sob regime de subcontratação da empresa de Burt Rutan que tinha as ferramentas e o know-how necessário para realizar o trabalho de forma mais barata possível. A estrutura consiste basicamente de quatro conjuntos principais, divididos ao meio com dois conjutos na parte superior e dois na parte traseira.

### Roll out
O X-47A foi mostrado pela primeira vez em 30 de Julho de 2001 e seu primeiro voo foi em 23 de Fevereiro de 2003 no Centro de Aviação Naval em China Lake, Califórnia.

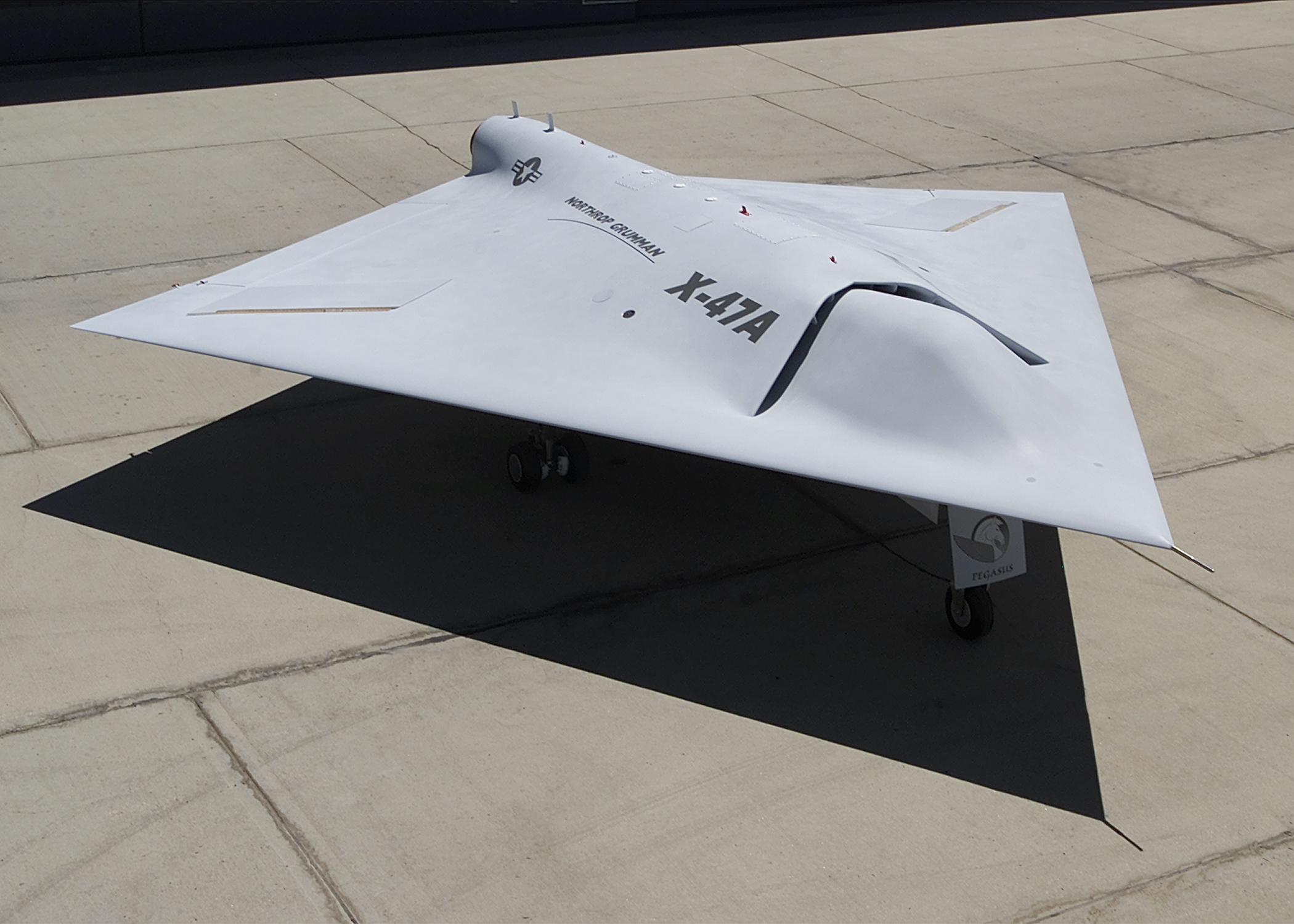
X-47A

O programa de testes não incluiu o emprego de armamentos, mas o Pegasus possui dois compartimentos de armas, um de cada lado do motor, que pode ser carregado com uma falsa bomba de 500 lbs (225 kg) para simular as cargas de voo operacional. O Pegasus também foi utilizado para demostrar tecnologias de pouso em porta aviões, embora ele não possua o gancho de parada.
O programa J-UCAS foi encerado em Fevereiro de 2006, com a Força Aérea e a Marinha Norte-Americana procedendo com seus próprios programas de UAVs.
A Marinha selecionou o Northrop Grumman X-47B como seu programa não nomeado de demonstrador de sistema de combate aéreo não-tripulado (UCAS-D).
O Roll out do X-47B foi em Palmdale, California na AFP 42 em 16 de Dezembro de 2008.
É previsto um programa de testes de três anos de duração na Base Aérea de Edwards, Califórnia e na base aérea naval de Patuxent, Maryland, com final dos testes culminando em alto mar em Novembro de 2011.

## X-47B
O X-47B possui os compartimentos de armas normais, apesar de não carregar nenhum armamento, com o propósito de proporcionar ao veículo o mesmo peso e tamanho que o veículo operacional possuirá.
O X-47B trabalha com o Sistema Operacional VxWorks.
|  |  |  |

## Variantes
- X-47A
- X-47B
- X-47C

 Versão proposta com peso de 10.000 lbs (4.500 kg) e envergadura de 172 ft (52.4m).

## Especificações

### X-47A
X-47A Pegasus
- Comprimento: (m) 5,95
- Envergadura: (m) 5,94
- Altura: (m) 1,86 m
- Motores/Empuxo: 1× Pratt & Whitney JT15D-5C turbofan, 3,190 lbf (14.2 kN)
- Velocidade máxima: "high subsonic"
- Peso vazio : 1,740 kg
- Peso Carregado : 2,212 kg
- Peso max. decol (kg): 2,678 kg
- Vel. cruzeiro: "high subsonic"
- MMO/VMO: "high subsonic"
- Alcance (km): 2,778+
- Teto de Serviço: 12,192+ (40.000+ ft)
- Armamento: Nenhum (ISR)

### X-47B
X-47B
- Comprimento: (m) 11.63
- Envergadura: (m) 18.92
- Altura: (m) 3.10
- Motores/Empuxo: 1× Pratt & Whitney F100-220 turbofan
- Velocidade máxima: "high subsonic"
- Peso vazio : 6,350.29 kg
- Peso max. decol (kg): 20,215 kg
- Vel. cruzeiro: 0,45 mach
- MMO/VMO: "high subsonic"
- Alcance (km): 3,889+ km
- Teto de Serviço: 12,190 m (40.000 ft)
- Armamento: 2 x JDAM (905 kg cada); Sensores: EO/IR/SAR/GMTI/ESM/IO